# Campionati europei di duathlon del 1994
I Campionati europei di duathlon del 1994 (V edizione assoluta) si sono tenuti a Vuokatti in Finlandia.
La gara maschile è stata vinta dallo svizzero Urs Dellsperger. Quella femminile è stata vinta dalla svizzera Dolorita Gerber.

## Risultati

### Élite uomini
| Pos. | Pos.            | Paese    | Totale   |
| ---- | --------------- | -------- | -------- |
|      | Urs Dellsperger | Svizzera | 02:37:14 |
|      | Normann Stadler | Germania | 02:38:44 |
|      | Tibor Lehmann   | Ungheria | 02:40:07 |

### Élite donne
| Pos. | Pos.            | Paese       | Totale   |
| ---- | --------------- | ----------- | -------- |
|      | Dolorita Gerber | Svizzera    | 02:57:44 |
|      | Irma Heeren     | Paesi Bassi | 02:58:03 |
|      | Melissa Watson  | Regno Unito | 03:00:12 |